# Moqwaio
Moqwaio (Mahwaew, Anamahkyah, Anaamahkyah, Anamahkyah-awaetokak, Anamakiu, Anamagqkiu, Ana'maqki'u, Anamaqki, Ana'maqkiu), Moqwaio je voljeni brat heroja Menominee kulture Manabusha. U nekim verzijama Moqwaio je Manabushov brat blizanac; u drugima, on je duh vuka kojeg je Manabush usvojio kao svog brata. Moqwaio se obično predstavlja u fizičkom obliku vuka. Moqwaioa su ubili podzemni duhovi Anamaqkiu, što je pokrenulo nasilan lanac događaja koji je uključivao uništenje zemlje potopom. Nakon toga, Manabush nije uspio vratiti svog brata u život, pa je Moqwaio postao vladar podzemlja. Moqwaio je prikazan kao dobro i ljubazno biće koje se dobro brine o zemlji mrtvih. Njegovo ime doslovno znači "Vuk" u Menomineeju; Na'qpote, drugo njegovo ime, znači "dobar lovac".